# Территория Монтана
Территория Монтана (англ. Montana Territory) — инкорпорированная организованная территория США, существовавшая с 28 мая 1864 года по 8 ноября 1889 года.
Территория Монтана была создана путём выделения из Территории Айдахо 26 мая 1864 года, когда президент США Авраам Линкольн подписал соответствующий Акт Конгресса США. Ранее, до создания Территории Айдахо, земли, лежащие к западу от континентального водораздела, входили в состав Территории Вашингтон, а земли, лежащие восточнее — в состав Территории Небраска и Территории Дакота.
В связи с тем, что в 1861 году граница между Территориями Вашингтон и Дакота проходила по континентальному водоразделу, а при выделении в 1864 году Территории Монтана западная граница между ней и Территорией Айдахо к северу от широты 46°30' прошла по хребту Биттеррут, то существует популярная местная легенда, гласящая, что пьяная топографическая партия перепутала горные хребты и провела границу западнее, чем следовало. Однако на самом деле граница проходит именно там, где было определено решением Конгресса. «Акт о предоставлении временного управления Территории Монтана» определяет прохождение границы от точки, где сейчас сходятся границы штатов Монтана, Айдахо и Вайоминг, следующим образом:
…44°30' северной широты; далее на запад вдоль упомянутой параллели в 44°30' северной широты до её пересечения с гребнем Скалистых гор; затем по гребню Скалистых гор на север до пересечения с хребтом Биттер-Рут; далее на север по гребню хребта Биттер-Рут до меридиана 39° западнее Вашингтона; затем вдоль упомянутого меридиана 39° западнее Вашингтона на север до границы с британскими владениями.
8 ноября 1889 года Монтана вошла в состав США в качестве штата.

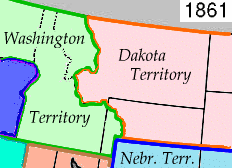
Территории Вашингтон и Дакота в 1861 году
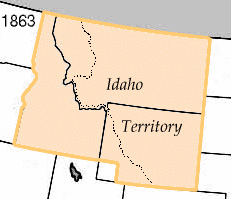
Территория Айдахо в 1863 году
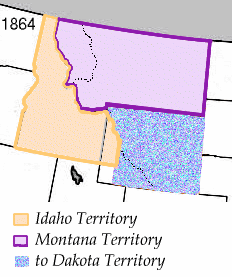
Территории Айдахо,  Монтана и Дакота в 1864 году